# Japan Cup 2017 (ciclismo)
La Japan Cup 2017, ventiseiesima edizione della corsa e valevole come evento dell'UCI Asia Tour 2017 categoria 1.HC, si svolse il 22 ottobre 2017 su un percorso di 103 km, con partenza e arrivo a Utsunomiya, in Giappone. La vittoria fu appannaggio dell'italiano Marco Canola, il quale completò il percorso in 2h45'37", alla media di 37,3 km/h, precedendo lo spagnolo Benjamín Prades e il giapponese Takeaki Amezawa.
Sul traguardo di Utsunomiya 47 ciclisti, su 69 partenti, portarono a termine la competizione.

## Squadre e corridori partecipanti
| N.    | Cod. | Squadra             |
| ----- | ---- | ------------------- |
| 1-5   | CDT  | Cannondale-Drapac   |
| 11-15 | BMC  | BMC Racing Team     |
| 21-25 | TLJ  | Team Lotto NL-Jumbo |
| 31-35 | TFS  | Trek-Segafredo      |
| 41-45 | NIP  | Nippo-Vini Fantini  |
| 51-55 | TNN  | Team Novo Nordisk   |
| 61-65 | ATG  | Attaque Team Gusto  |

| N.      | Cod. | Squadra                         |
| ------- | ---- | ------------------------------- |
| 71-75   | UKO  | Team Ukyo                       |
| 81-85   | KIN  | Kinan Cycling Team              |
| 91-95   | BGT  | Bridgestone Anchor Cycling Team |
| 101-105 | MTR  | Matrix Powertag                 |
| 111-115 | BLZ  | Utsunomiya Blitzen              |
| 121-125 | NAS  | Nasu Blasen                     |
| 131-135 | JPN  | Giappone                        |

## Ordine d'arrivo (Top 10)
| Pos. | Corridore        | Squadra      | Tempo    |
| ---- | ---------------- | ------------ | -------- |
| 1    | Marco Canola     | Nippo        | 2h45'37" |
| 2    | Benjamín Prades  | Ukyo         | s.t.     |
| 3    | Takeaki Amezawa  | Uts. Blitzen | s.t.     |
| 4    | Antwan Tolhoek   | Lotto NL     | s.t.     |
| 5    | Thomas Lebas     | Kinan        | s.t.     |
| 6    | Jasper Stuyven   | Trek         | a 34"    |
| 7    | Benjamin Hill    | Attaque      | s.t.     |
| 8    | Enrico Battaglin | Lotto NL     | s.t.     |
| 9    | Danilo Wyss      | BMC          | s.t.     |
| 10   | Yusuke Hatanaka  | Ukyo         | s.t.     |